# Zbór Kościoła Zielonoświątkowego w Koszalinie
Kościół Zielonoświątkowy w Koszalinie – zbór Kościoła Zielonoświątkowego w RP z siedzibą w Koszalinie przy ulicy Jutrzenki 5.

## Historia
Zbór zielonoświątkowy w Koszalinie należący do Zjednoczonego Kościoła Ewangelicznego w PRL powstał w 1953. 1 lipca 1954 jego siedzibą stał się budynek dotychczasowego kościoła metodystycznego przy ul. Zwycięstwa 127, odebrany parafii metodystycznej przez Urząd do Spraw Wyznań i przekazany wówczas na rzecz Zjednoczonego Kościoła Ewangelicznego. W latach 1954–1956 stanowisko pastora zboru pełnił Mieczysław Suski, natomiast w 1960 przejął je Jan Rudkowski.
W 1971 metodyści uzyskali prawo do użytkowania ⅓ powierzchni ich dawnego obiektu, wobec czego zbór zielonoświątkowy zatrzymał pozostałe ⅔ kościoła. Po likwidacji Zjednoczonego Kościoła Ewangelicznego zbór wszedł w struktury powstałego wówczas Kościoła Zielonoświątkowego.
W 1990 nowym pastorem zboru został Marek Kamiński. W okresie 2004–2008 sprawował on jednocześnie funkcję zastępcy Prezbitera Naczelnego Kościoła Zielonoświątkowego w RP Mieczysława Czajko.
W końcu 2005 władze miejskie postanowiły o powstaniu obwodnicy śródmiejskiej, co wiązało się z wyburzeniem użytkowanego przez zbór kościoła. W związku z tym został on przekazany na rzecz miasta, a następnie rozebrany w grudniu 2005. W ramach rekompensaty zbór otrzymał budynek przy ul. Jutrzenki 5, dokąd została przeniesiona jego siedziba.
W 2008 decyzją Synodu pastor Marek Kamiński został mianowany na nowego Prezbitera Naczelnego Kościoła Zielonoświątkowego, wobec czego w 2009 zakończył on pracę w zborze w Koszalinie.
Na koniec 2010 zbór skupiał 180 wiernych, w tym 132 ochrzczonych członków. W 2011 nowym pastorem wspólnoty został Marek Kurkierewicz. W późniejszym czasie przeszedł on do Kościoła Chrystusowego w RP i został pastorem przełożonym Społeczności Chrześcijańskiej w Koszalinie.
14 stycznia 2012 utworzony został tu Szczep nr 30 organizacji harcerskiej „Royal Rangers”, który funkcjonował do 11 czerwca 2019.
W styczniu 2015 przy zborze została zainaugurowana działalność Akademii Biblijnej, której uczestnicy brali udział w spotkaniach na temat treści Pisma Świętego, archeologii, historii, jak również relacji między wiarą i nauką. Prowadzenie Akademii przejęła w późniejszym okresie Społeczność Chrześcijańska w Koszalinie.
Koszalińska wspólnota zielonoświątkowa angażowała się także w organizację konferencji, seminariów, zajęć i spotkań, jak również prowadzenie zbiórek charytatywnych. Działały też grupy domowe. W funkcjonującym przy zborze Międzyszkolnym Punkcie Katechetycznym w roku szkolnym 2015/2016 naukę pobierało 40 uczniów podzielonych na cztery grupy wiekowe (nauczania wczesnoszkolnego w klasach I–III, dzieci z klas IV–VI, młodzież gimnazjalna oraz uczniowie szkół średnich). Działało tu ponadto Stowarzyszenie „Razem” zajmujące się integracją dzieci, młodzieży oraz osób zagrożonych wykluczeniem społecznym i umożliwieniu im równych szans rozwoju. Stowarzyszenie prowadziło współpracę z instytucjami państwowymi i samorządowymi, jak również z organizacjami pozarządowymi.
Z uwagi na remont budynku użytkowanego przez Zbór Kościoła Chrześcijan Baptystów w Koszalinie, od maja 2024 w budynku kościoła przy ul. Jutrzenki prowadzone są również nabożeństwa baptystyczne.